# One Sansome Street
One Sansome Street, también conocida como Citigroup Center, es un rascacielos de oficinas ubicado en la intersección de las calles Sutter y Sansome en el Distrito Financiero de la ciudad de San Francisco, en el estado de California (Estados Unidos). La torre de oficinas de 168 metros, 41 piasoa, y 54,578.0 m² se completó en 1984.

## Historia
La torre se construyó junto al sitio del ornamentado Anglo and London Paris National Bank, que se completó en 1910. Diseñado por el arquitecto Albert Pissis, el edificio del banco estaba revestido de granito con columnas dóricas de 12 m de altura. La arquitectura histórica del edificio del banco sirve hoy como conservatorio para el rascacielos.
One Sansome Street fue adquirida por Beacon Capital Partners LLC de BayernLB en 2005 por 217 millones de dólares. BayernLB compró el edificio en 1999 a las filiales de Citigroup y Dai-ichi Life por unos 170 millones dólares. En 2010, era propiedad de Broadway Partners Fund Manager, LLC. En 2010, una asociación entre Barker Pacific Group y Prudential Real Estate Investors tomó posesión del edificio. En 2011, Citigroup firmó una extensión de arrendamiento hasta 2022 para seguir siendo el inquilino principal del edificio.
El edificio tiene acceso subterráneo directo a la Estación Calle Montgomery.